# 보테가 베네타
보테가 베네타(Bottega Veneta)는 전 세계적으로 판매되고 있는 가죽 제품으로 잘 알려진 이탈리아의 명품 브랜드이다. 1966년 북부 이탈리아의 베네토 지역에서 설립되었으며,브랜드의 아틀리에는 몬테벨로 비첸티노(Montebello Vicentino)의 18세기 빌라에 위치하고 있으며, 이탈리아 밀라노와 비첸자에 있는 오피스와 함께 스위스 루가노에 본사를 두고 있다. 2001년, 보테가 베네타는 구찌 그룹에 인수되었고, 지금의 프랑스 다국적 그룹 케어링에 속해있다. 2016년 9월, 보테가 베네타는 카를로 베레타(Carlo Beretta)의 후임으로 클라우스-디트리히 라스(Claus-Dietrich Lahrs)가 새로운 CEO로 임명되었다고 발표했다.

## 역사
보테가 베네타는 1966년 이탈리아 비첸자에서 미켈레 타데이(Michele Taddei)와 렌조 젠지아로(Renzo Zengiaro)에 의해 설립되었다. 브랜드는 장인에 의해 탄생하는 가죽제품 생산을 기업의 목표로 하고 있었다. 보테가 베네타는 가죽을 엮어 만든 인트레치아토라는 독특한 디자인을 개발했는데, 대다수의 제품을 표현하는데 사용되어 현재는 브랜드를 상징하는 시그니처 디자인으로 널리 알려졌다.
인트레치아토는 보테가 베네타가 이루어 낸 진화의 시작점이 되었으며, 계속해서 브랜드를 상징하는 강력한 아이콘으로 자리 잡았다.
1970년대, 보테가 베네타는 “당신의 이니셜만으로도 충분할 때”라는 문구로 광고를 시작하였다. 1980년대 초에 이르러, 보테가 베네타는 재클린 케네디 오나시스와 황후 파라 팔라비를 포함한 글로벌 젯셋족이 선호하는 브랜드로 자리 잡았다. 앤디 워홀은 1980년 보테가 베네타를 위한 단편영화를 제작하기도 했다. 젠지아로와 타데이는 1990년대에 회사를 은퇴했다.
"1980년대를 지나며, 보테가 베네타의 인기는 차츰 하락하게 된다. 회사는 기존 브랜드의 이미지를 바꾸어 제품에 BV 로고를 장식하는 잘못된 시도를 하게 되었다. 그리고 2001년 2월, 경영 악화를 겪던 회사는 구찌 그룹에 156백만 달러에 인수되었다. 톰 포드, 당시 구찌 그룹의 크리에이티브 디렉터는, 소니아 리키엘과 에르메스에서 경력을 쌓은 토마스 마이어를 그 해 6월, 보테가 베네타의 크리에이티브 디렉터로 임명했다."
제품에서부터 부티크 디자인 그리고 광고에 이르기까지 전반적인 크리에이티브를 총괄하는 권한을 받은 후, 토마스 마이어는 보테가 베네타만의 고유한 정체성을 회복시키는 작업에 착수하였다. 그는 눈에 띄는 로고를 모든 제품에서 제거하고, 브랜드의 시그니처인 인트레치아토 위빙을 강조하며 브랜드의 중점을 장인 정신이 깃든 제품을 생산하는 것으로 되돌려 놓았다. 패션 매거진 보그는 브랜드의 이러한 이미지의 변화를 “스텔스 웰스(stealth wealth)”의 두드러진 예라고 표현했다. 보테가 베네타는 2005년 2월, 첫 번째 여성 레디 투 웨어 런웨이 쇼를 선보였으며, 2006년 6월에는 남성 런웨이 쇼의 첫 선을 보였다. 브랜드는 2006년 4월, 처음으로 주얼리 라인을 런칭하고 인테리어 및 가구 디자인으로도 사업을 다각화하기 시작하였다.
2016년 9월, 보테가 베네타는 브랜드 창립 50주년을 기념하여 밀라노 브레라 국립 예술 대학에서 브랜드의 패션쇼를 열었다. 또한 이 쇼는 크리에이티브 디렉터 토마스 마이어의 부임 15주년을 축하하는 자리이기도 했다.

## 협력
보테가 베네타는 광고 캠페인을 위해 저명한 사진 작가와 함께 일하여 왔다. 낸 골딘(봄 2010), 로버트 롱고(가을 2010), 그리고 유르겐 텔러(가을 2015)과 함께 "아트 오브 콜라보레이션” 시리즈를 수차례 선보였다.2012년, 보테가 베네타는 브랜드의 역사와 장인 정신을 기념하기 위해 첫 번째 책을 출간하였다. 이 책은 토마스 마이어 자신과 북 디자이너 샘 사히드, 그리고 다른 많은 패션 저널리즘의 많은 이들과의 협업으로 탄생했다. 패션 에디터들은 토마스 마이어가 디자인한 핸드백, 가죽 소품, 러기지, 슈즈, 여성용 레디 투 웨어, 주얼리, 남성용 레디 투 웨어, 가구, 홈 액세서리, 시계 및 향수를 다룬 각 장을 기술하는데 기여했다. 이 첫 번째 책은 장인의 손길로 제작한 보테가 베네타의 럭셔리 제품과 인트레치아토 슬립 커버를 포함해 가죽을 엮어서 만든 시그니처 인트레치아토 패턴의 특징에 관해 저술하고 있다. 2015년 10월에 출간된 두 번째 책에서는 “아트 오브 콜라보레이션(Art of Collaboration)”프로젝트를 상세히 담고 있다.

## 몬테벨로 비첸티노의 아틀리에
2013년, 보테가 베네타는 몬테벨로 비첸티노에 새로운 아틀리에를 열었다.  LEED (Leadership in Energy and Environmental Design, 에너지 와 환경 디자인에서의 리더쉽)의 가이드라인을 실현하며 재건축을 통해 확장, 복원된 건축물은 토마스 마이어의 감독하에 완성되었다. 토마스 마이어는 비첸자에서 보테가 베네타 기업을 운영하는 것이 브랜드의 전통과 이상을 고수하며 지켜나기기 위해 필수 불가결하다고 말해왔다.아틀리에는 또한, 보테가 베네타의 아카이브이자 박물관인 동시에 직원 트레이닝을 위한 보테가 베네타 장인학교(Scuola dei Maestri Pellettieri)의 새로운 거처이기도 하다. 2006년 여름에 처음, 보테가 베네타는 장인 정신의 중요성을 인식하고 이탈리아 가죽 공예 명인들의 수가 줄어드는 상황을 안타깝게 여겨 미래 세대의 가죽 장인들의 교육과 지원을 위한 장인양성 전문 교육 기관을 설립하였다. 이 학교 학생들은 3년 과정의 코스를 모두 수료해야 아틀리에에서 정식으로 근무할 수 있게 된다. 보테가 베네타의 2012년 책 서문에서 토마스 마이어는 “장인의 기술에 내재된 지식과 문화적 자산이 사라진다면 그것은 상당한 손실일 것이다. 그러한 노하우에는 귀중한 개인의 창조성과 인류의 역사가 들어있다.”라고 말했다. 보테가 베네타 장인학교는 또한 베니스의 IUAV 대학교의 대학원 과정과 핸드백 디자인 및 제품 개발 부분에서 협업하고 있다. 이 과정은 학생들에게 디자인 과정의 시작 단계에서부터 제작과 생산, 그리고 보테가 베네타 부티크에서의 제품 판매에 이르기까지 산업의 다양한 분야에서 전문가적 수준의 경험을 제공하고 있다.

## 부티크
보테가 베네타의 제품은 유럽, 아시아, 오스트레일리아, 남아메리카, 그리고 북아메리카를 포함해 전 세계에 걸쳐 판매되고 있다. 보테가 베네타는 43개국에 251개의 부티크를 가지고 있다.
2013년 9월, 보테가 베네타는 밀라노 산탄드레아의 역사적인 건물에 위치한 브랜드 최초의 메종을 공개했다. 11,448 평방 피트인 이 부티크는 가죽 제품, 남성과 여성의 레디 투 웨어, 슈즈, 파인 주얼리, 아이웨어, 향수, 러기지, 가구와 홈 컬렉션을 포함하는 브랜드의 모든 제품을 위한 첫 번째 부티크이다. 브랜드는 같은 규모의 또 다른 "메종"을 뉴욕에 오픈할 계획이다. 2015년, 보테가 베네타는 밀라노의 보르고스페소에 이탈리아의 첫 번째 전용 홈 부티크 오픈을 발표했다. 18세기 팔라쪼 갈라라티 스코티(Palazzo Gallarati Scotti) 내에 위치한 2,207 평방 피트, 한 개 층으로 이루어진 이 부티크는 가구, 조명, 테이블 탑, 그리고 홈 데코레이션을 선보이기 위해 보테가 베네타의 크리에이티브 디렉터 토마스 마이어에 의해 디자인되었다. 보테가 베네타는 2016년 5월, 비벌리 힐스에 브랜드의 두 번째 메종을 오픈했다.